# Імшана
Імшана́ —  село в Україні, у Ямпільській селищній громаді Шосткинського району Сумської області. Населення становить 424 осіб. До 2020 орган місцевого самоврядування — Ямпільська селищна рада.

## Географія
Село Імшана розміщене біля витоків невеликої річки Студенки, нижче за течією на відстані 2,5 км розташоване смт Ямпіль. На річці кілька загат. Через село проходить автомобільна дорога Т 1915.

## Історія
У 1873 на Ямпільщині, за ініціативою жителів села Імшана і за підтримки ямпільчан відбувся масовий виступ селян проти поміщиків і місцевої поліції, яка намагалася продати селянське майно за недоїмку. За наказом Чернігівського губернатора у селі було розквартировано дві піхотні роти для наведення порядку.
12 червня 2020 року, відповідно до розпорядження Кабінету Міністрів України № 723-р «Про визначення адміністративних центрів та затвердження територій територіальних громад Сумської області», село увійшло до складу Ямпільської селищної громади.
19 липня 2020 року, в результаті адміністративно-територіальної реформи та ліквідації Ямпільського району, село увійшло до складу новоутвореного Шосткинського району.

## Економіка
- «Імшанське», ТОВ.
- «Ріпак», агрокооператив.
- «Насіння», ПП.
- «Імшана-Насіння», ТОВ.

## Об'єкти соціальної сфери
- Школа.
- Клуб.

## Постаті
Александренко Олександр— український військовик, учасник російсько-української війни.